# Lancaut
Lancaut var en civil parish 1866–1935 när det uppgick i Tidenham i grevskapet Gloucestershire i England. Civil parish var belägen 12 km från Lydney och hade 10 invånare år 1931.